# ارابوتا
ارابوتا (به پرتغالی: Arabutã) یک شهرداری‌ در منطقه جنوب برزیل است که در ایالت سانتا کاتارینا واقع شده‌است.  ارابوتا ۴٬۲۶۷ نفر جمعیت دارد.